# Sarkis Garabedian
Sarkis Garabedian dit Gara, né le 2 février 1906 à Izmit et mort le 14 janvier 1999 à Antibes, est un footballeur français d'origine arménienne ayant effectué une carrière d'entraîneur. 
Il a joué comme milieu de terrain au Stade de Reims de 1933 à 1940. Il a été entraîneur-joueur à la fin de la saison 1936-1937 dans le club champenois. Il a dirigé le jeu de l'éphémère équipe fédérale de Reims-Champagne, avec laquelle il a été en finale de Coupe de France en 1944. Il entraîne ensuite le Stade de Reims de 1944 à 1945. Il quitte la Champagne pour entraîner l'AS Brestoise de 1949 à 1951, puis le Stade brestois en collaboration avec Armand Fouillen de 1963 à 1976.